# Anna Iljinitschna Jelisarowa-Uljanowa

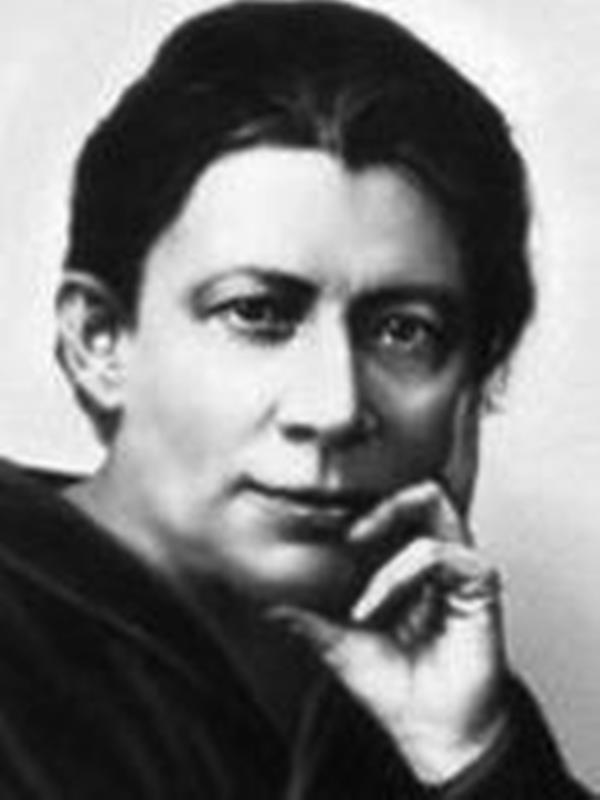
Anna Iljinitschna Jelisarowa-Uljanowa

Anna Iljinitschna Jelisarowa-Uljanowa (russisch Анна Ильинична Елизарова-Ульянова; * 14. Augustjul. / 26. August 1864greg. in Nischni Nowgorod; † 19. Oktober 1935 in Moskau) war eine russische Publizistin und die älteste Schwester von Wladimir Lenin.

## Leben
Anna Uljanowa war das erste Kind von Marija Alexandrowna Blank und Ilja Nikolajewitsch Uljanow. Im Prozess gegen ihren Bruder Alexander Uljanow (wegen des geplanten Attentats auf Zar Alexander III. im März 1887) wurde sie zu 5 Jahren Verbannung verurteilt. 1898 trat sie der Sozialdemokratischen Arbeiterpartei Russlands bei. Sie organisierte die Verbindungen Lenins aus dem Gefängnis mit dem Petersburger Kampfbund zur Befreiung der Arbeiterklasse, versorgte ihn mit Literatur und schrieb die von ihm im Gefängnis heimlich verfassten Partei-Dokumente ab. Sie regelte die Herausgabe seines Werkes Die Entwicklung des Kapitalismus in Russland und anderer Arbeiten; an der gescheiterten Revolution von 1905 nahm sie aktiv teil.
1908/09 organisierte sie die Veröffentlichung von Lenins Buch Materialismus und Empiriokritizismus; 1913 arbeitete sie in der Prawda-Redaktion, war Sekretärin der Zeitschrift Prosweschtschenije und Redakteurin der Zeitschrift Rabotniza. 1917 war sie als Redaktionssekretärin der Prawda und Redakteurin der Zeitschrift Tkatsch aktiv in die Vorbereitung und Durchführung der Oktoberrevolution involviert.
Nach der Revolution übte sie verantwortliche Funktionen im Volkskommissariat für Sozialwesen und im Volkskommissariat für Bildungswesen aus. Sie gehörte zu den Gründern der Kommission für die Sammlung und zum Studium von Materialien zur Geschichte der Oktoberrevolution und der Kommunistischen Partei (Istpart-Kommission) sowie des  Instituts für Marxismus-Leninismus des ZK der KPR (B) und war Redaktionssekretärin der Zeitschrift Proletarskaja Rewoljuzija.

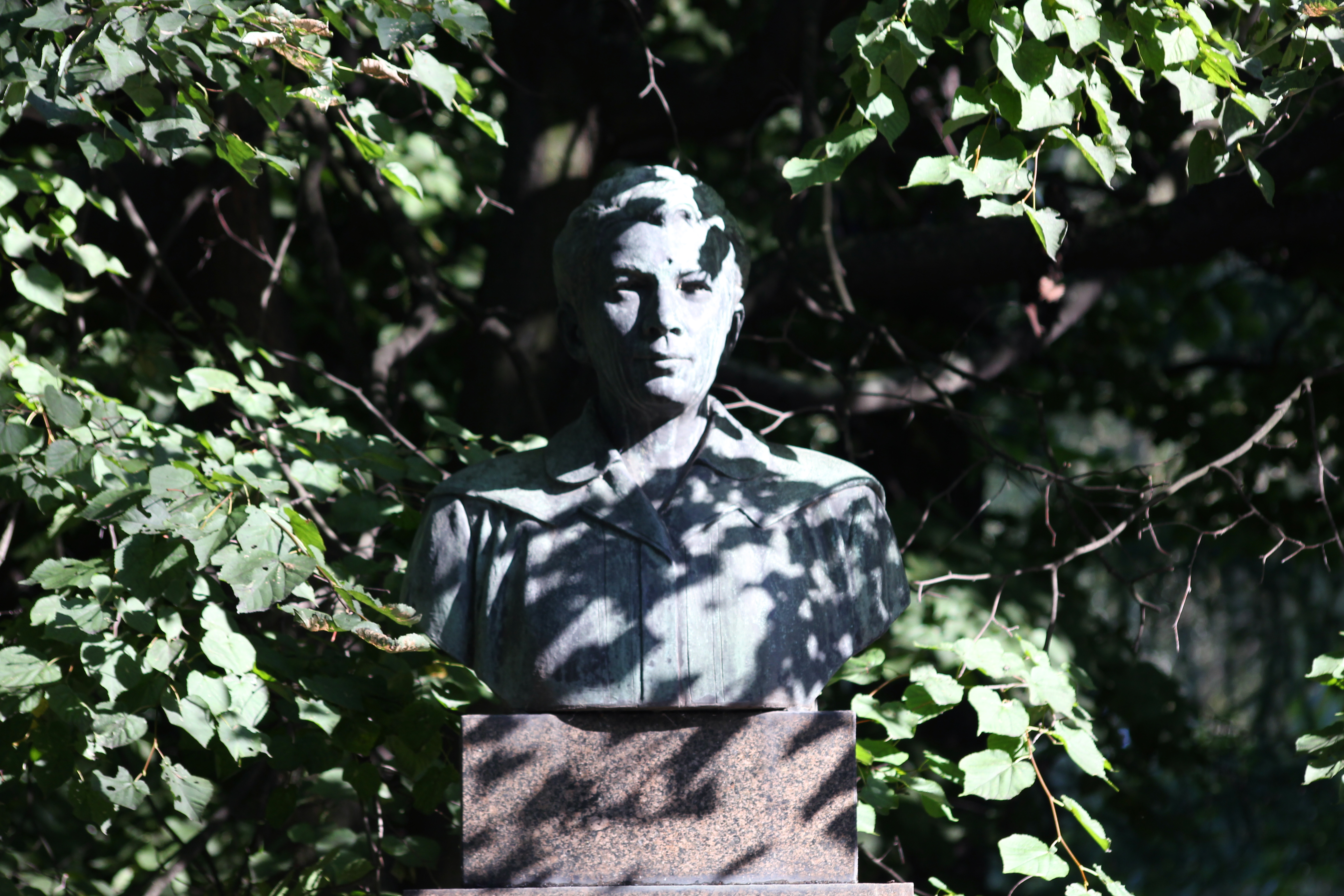
Die Grabbüste von Anna Jelisarowa-Uljanowa auf dem Uljanow Familiengrab in Sankt Petersburg

Anna Jelisarowa-Uljanowa war mit dem Revolutionär und kurzzeitigen Volkskommissar Mark Jelisarow verheiratet.

## Werke
- Dem unvergesslichen Führer des internationalen Proletariats, Wladimir Iljitsch Uljanow Lenin
- Lenins Kinder- und Schuljahre
- Die Kindheit Lenins
- Geschichten über Lenin